# Muscolo splenio del collo
Lo splenio del collo (musculus splenius cervicis) è un muscolo facente parte dei muscoli superficiali delle docce vertebrali.

## Etimologia
Il nome del muscolo (musculus splenius cervicis) deriva dal termine greco splenion, che significa "fascia", e dal termine latino cervix, che significa "collo".

## Origine, inserzioni ed innervazione
Lo splenio del collo trae origine dai processi spinosi della terza, quarta, quinta e sesta vertebra toracica, e si inserisce sui processi trasversi delle prime 3 vertebre cervicali. Si trova posto sotto il muscolo dentato posteriore superiore ed i muscoli romboidi, e ricopre il muscolo spinale ed il muscolo lunghissimo della testa.
Il muscolo è innervato dai rami posteriori dei nervi cervicali (C5 e C6).

## Funzione
La sua funzione è quella di estendere il tratto cervicale della colonna vertebrale.

## Galleria d'immagini

Posizione del muscolo splenio del collo (animazione tridimensionale)
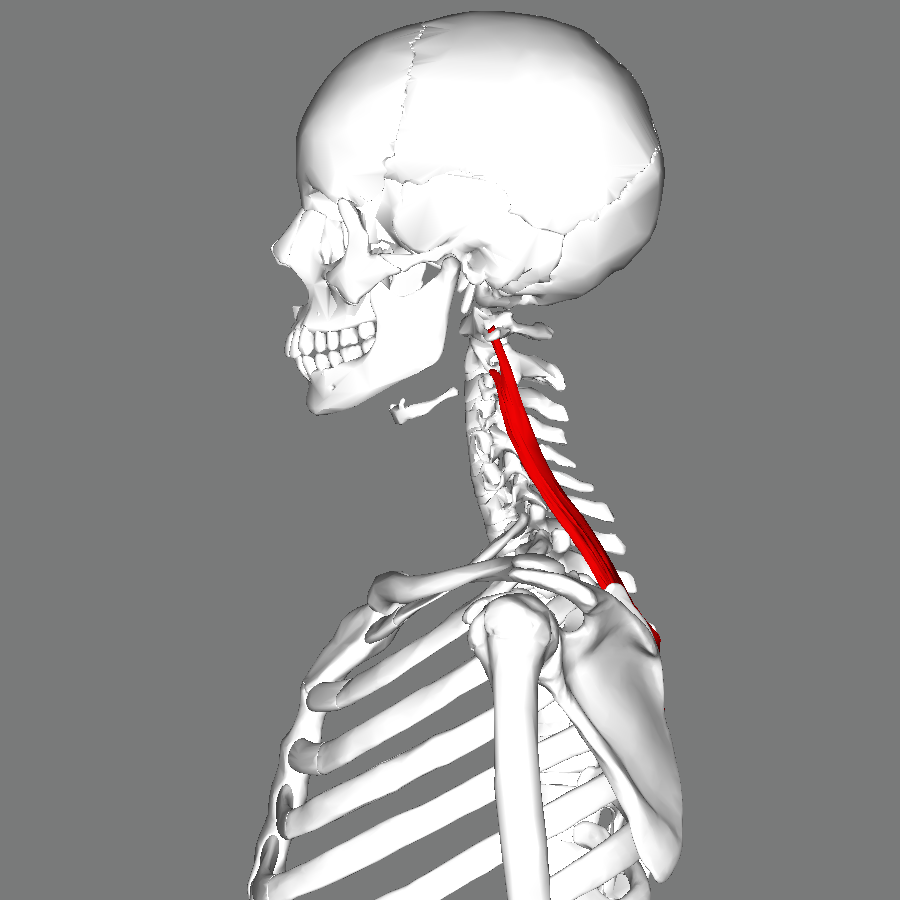
Visione laterale
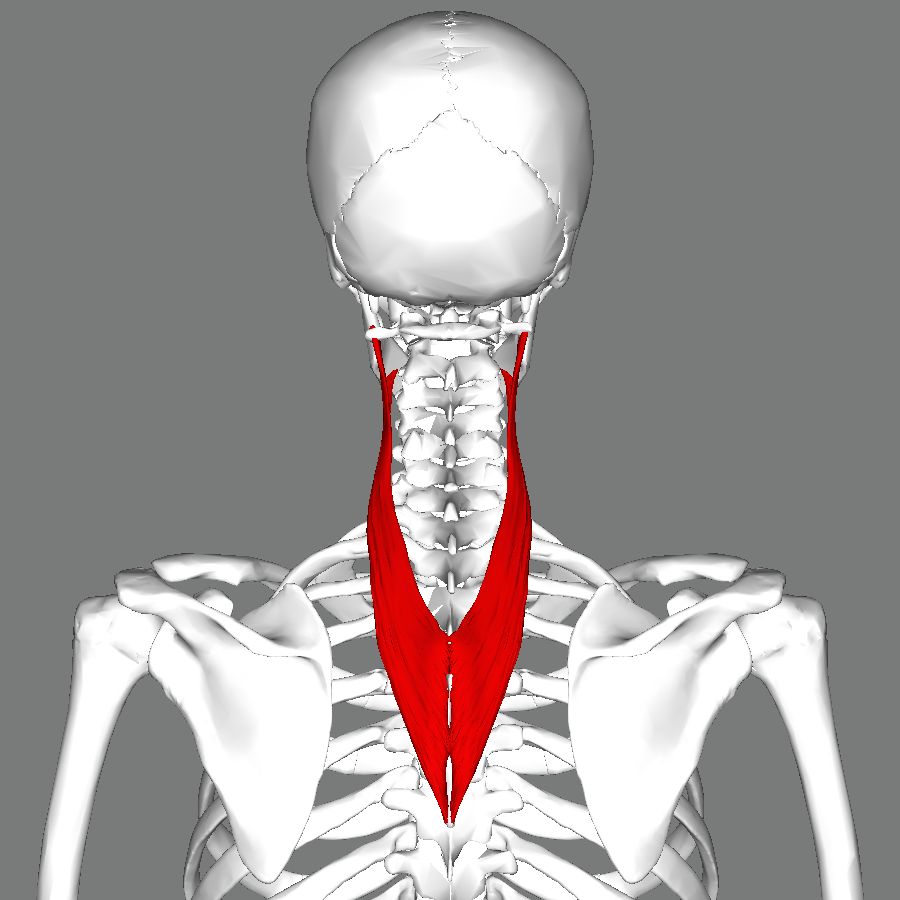
Visione posteriore
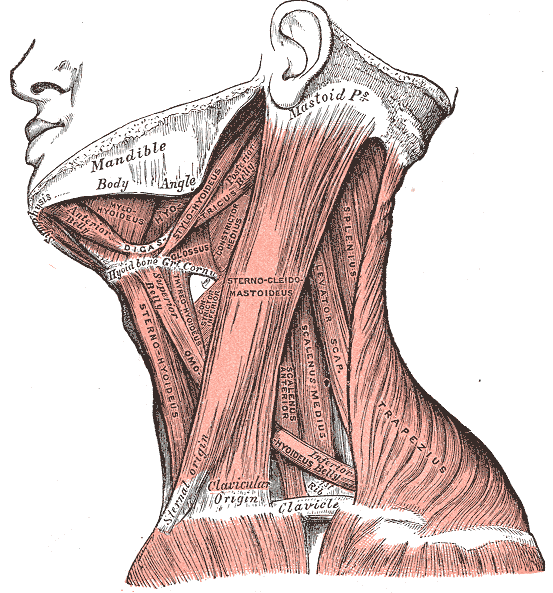
Muscoli del collo, visione laterale